# Königsberg (incrociatore)
Il Königsberg fu un incrociatore leggero della Kriegsmarine tedesca, prima unità dell'omonima classe, entrata in servizio nel 1929 e attiva durante la seconda guerra mondiale.
La nave prendeva il nome dalla città di Königsberg, capoluogo della Prussia orientale.

## Vita operativa
Impostata nei cantieri Marinewerft di Wilhelmshaven il 12 aprile 1926, venne varata il 26 marzo 1927 con il nome di Königsberg, in onore dell'omonima città; entrò in servizio il 17 aprile 1929. Come prima unità della sua classe, prese parte a numerosi test e prove in mare, nonché a diverse crociere addestrative nel Mar Baltico e nel Mediterraneo. La sua prima missione operativa avvenne tra il novembre del 1936 e il gennaio del 1937, quando la Königsberg fece parte di una squadra navale internazionale incaricata di contrastare il contrabbando di armi durante la guerra civile spagnola.
Allo scoppio della guerra la nave era al comando del Kapitän zur See Kurt Caesar Hoffmann e operò come nave scuola nel Baltico, ma partecipò anche ad alcune missioni di minamento nel Mare del Nord. Nell'aprile del 1940 partecipò all'Operazione Weserübung, l'invasione tedesca di Danimarca e Norvegia, come parte del Marinegruppe 3 (comprendente anche la gemella Köln, la posamine Bremse, la nave-appoggio Karl Peters e altre navi minori) incaricato di occupare il porto norvegese di Bergen. All'alba del 9 aprile 1940, il Marinegruppe 3 arrivò in vista di Bergen; respinto l'attacco di due idrovolanti norvegesi, il comandante della formazione, contrammiraglio Hubert Schmundt, inviò le navi minori a sbarcare i reparti d'assalto che trasportavano per conquistare le batterie costiere che difendevano l'accesso del porto, mentre le navi principali dirigevano direttamente sul porto stesso. Svanito l'effetto sorpresa, le navi tedesche vennero accolte dai colpi da 210 mm dei cannoni del vecchio Forte di Kvarven; il primo gruppo di navi tedesche (la Köln e due torpediniere) sfuggì al fuoco nemico grazie alla nebbia, ma il secondo gruppo venne inquadrato dagli artiglieri norvegesi, che colpirono due volte la Bremse e una volta la Karl Peters, obbligandole a ritirarsi. Si fece quindi avanti la Königsberg, ma questa venne centrata tre volte, subendo gravi danni strutturali, allagamenti e incendi; calata l'ancora per evitare di finire arenata, la nave rispose al fuoco con i cannoni di poppa. Poco dopo, intervennero alcuni bombardieri tedeschi che misero a tacere i cannoni norvegesi.
Messe a tacere le batterie costiere, le truppe tedesche si impadronirono della città senza ulteriori combattimenti, ma la Königsberg risultò troppo danneggiata per rientrare in patria, e venne quindi ancorata nel porto in attesa di riparazioni. Il 10 aprile, sedici bombardieri in picchiata Blackburn Skua della Fleet Air Arm britannica decollarono dall'aeroporto di Hatson, nelle Orcadi, dirigendo su Bergen. Alle 7:15 gli aerei britannici giunsero sul porto, e quasi in assenza di opposizione si tuffarono sulla immobile Königsberg; tre bombe colpirono l'incrociatore (due a mezzanave e una sul castello di prua), mentre un quarto colpo ravvicinato aprì un grosso squarcio nella fiancata di prua. Nonostante i tentativi delle squadre di salvataggio di spegnere gli incendi, due ore dopo la nave affondò dopo un'ulteriore esplosione interna.
Il relitto della Königsberg venne recuperato il 17 luglio 1942, e utilizzato come bersaglio per le esercitazioni dei sommergibili tedeschi; il 22 settembre 1944, il relitto si capovolse e affondò nuovamente. Recuperato alla fine della guerra, venne demolito poco dopo.